# Epínic
Epínic (en llatí Epinicus, en grec antic Ἐπίνικος) fou un poeta còmic atenenc de la nova comèdia del que es coneixen dues obres: Ὑποβαλλόμεναι (Hipoballomenai, divulgacions) i Μνησιπτόλεμος (Mnesiptólemos, Mnesiptòlem). Per aquest darrer títol es determina la seva època que devia ser en temps d'Antíoc III el Gran cap a l'any 217 aC, ja que menciona encara viu a Mnesiptòlem, historiador i favorit del rei.